# Campionati europei di atletica leggera 1971
I X campionati europei di atletica leggera si sono tenuti dal 10 al 15 agosto 1971 all'Olympiastadion di Helsinki, in Finlandia. 

## Nazioni partecipanti
Tra parentesi, il numero di atleti partecipanti per nazione.
- Austria (16)
- Belgio (16)
- Bulgaria (12)
- Cecoslovacchia (32)
- Danimarca (14)
- Finlandia (48)
- Francia (67)
- Germania Est (68)

- Germania Ovest (88)
- Gibilterra (1)
- Grecia (4)
- Islanda (3)
- Irlanda (9)
- Italia (47)
- Jugoslavia (27)

- Liechtenstein (1)
- Lussemburgo (1)
- Norvegia (30)
- Paesi Bassi (20)
- Polonia (65)
- Portogallo (5)
- Gran Bretagna (65)

- Romania (18)
- Spagna (16)
- Svezia (43)
- Svizzera (20)
- Turchia (9)
- Ungheria (42)
- Unione Sovietica (84)

## Risultati

### Uomini
| Specialità | Oro                                                                                   | Prestazione | Argento                                                              | Prestazione | Bronzo                                                                  | Prestazione |
| Corse piane |                                                                                       |             |                                                                      |             |                                                                         |             |
| 100 metri | Valerij Borzov Unione Sovietica                                                       | 10"26       | Gerhard Wucherer Germania Ovest                                      | 10"48       | Vasilis Papageorgopoulos Grecia                                         | 10"56       |
| 200 metri | Valerij Borzov Unione Sovietica                                                       | 20"30       | Franz-Peter Hofmeister Germania Ovest                                | 20"71       | Jörg Pfeifer Germania Est                                               | 20"72       |
| 400 metri | David Jenkins Gran Bretagna                                                           | 45"45       | Marcello Fiasconaro Italia                                           | 45"49       | Jan Werner Polonia                                                      | 45"56       |
| 800 metri | Jevhen Aržanov Unione Sovietica                                                       | 1'45"60     | Dieter Fromm Germania Est                                            | 1'46"00     | Andy Carter Gran Bretagna                                               | 1'46"20     |
| 1.500 metri | Franco Arese Italia                                                                   | 3'38"43     | Henryk Szordykowski Polonia                                          | 3'38"73     | Brendan Foster Gran Bretagna                                            | 3'39"24     |
| 5.000 metri | Juha Väätäinen Finlandia                                                              | 13'32"60    | Jean Wadoux Francia                                                  | 13'33"60    | Harald Norpoth Germania Ovest                                           | 13'34"57    |
| 10.000 metri | Juha Väätäinen Finlandia                                                              | 27'52"80    | Jürgen Haase Germania Est                                            | 27'53"40    | Rashid Sharafetdinov Unione Sovietica                                   | 27'56"40    |
| Corse a ostacoli |                                                                                       |             |                                                                      |             |                                                                         |             |
| 110 metri ostacoli | Frank Siebeck Germania Est                                                            | 14"00       | Alan Pascoe Gran Bretagna                                            | 14"09       | Lubomír Nádeníček Cecoslovacchia                                        | 14"30       |
| 400 metri ostacoli | Jean-Claude Nallet Francia                                                            | 49"20       | Christian Rudolph Germania Est                                       | 49"30       | Dimitri Stukalov Unione Sovietica                                       | 50"00       |
| 3.000 metri siepi | Jean-Paul Villain Francia                                                             | 8'25"20     | Dušan Moravčík Cecoslovacchia                                        | 8'26"20     | Pavel Sysoyev Unione Sovietica                                          | 8'26"40     |
| Prove su strada |                                                                                       |             |                                                                      |             |                                                                         |             |
| Maratona | Karel Lismont Belgio                                                                  | 2h13'09"    | Trevor Wright Gran Bretagna                                          | 2h13'59"    | Ron Hill Gran Bretagna                                                  | 2h14'34"    |
| 20 km marcia | Nikolaj Smaga Unione Sovietica                                                        | 1h27'20"    | Gerhard Sperling Germania Est                                        | 1h27'29"    | Paul Nihill Gran Bretagna                                               | 1h27'34"    |
| 50 km marcia | Veniamin Soldatenko Unione Sovietica                                                  | 4h02'22"    | Christoph Höhne Germania Est                                         | 4h04'45"    | Peter Selzer Germania Est                                               | 4h06'11"    |
| Salti |                                                                                       |             |                                                                      |             |                                                                         |             |
| Salto in alto | Kęstutis Šapka Unione Sovietica                                                       | 2,20 m      | Csaba Dosa Romania                                                   | 2,20 m      | Rustam Akhmetov Unione Sovietica                                        | 2,20 m      |
| Salto con l'asta | Wolfgang Nordwig Germania Est                                                         | 5,35 m      | Kjell Isaksson Svezia                                                | 5,30 m      | Renato Dionisi Italia                                                   | 5,30 m      |
| Salto in lungo | Max Klauß Germania Est                                                                | 7,92 m      | Igor' Ter-Ovanesjan Unione Sovietica                                 | 7,91 m      | Stanisław Szudrowicz Polonia                                            | 7,87 m      |
| Salto triplo | Jörg Drehmel Germania Est                                                             | 17,16 m     | Viktor Saneev Unione Sovietica                                       | 17,10 m     | Carol Corbu Romania                                                     | 16,87 m     |
| Lanci |                                                                                       |             |                                                                      |             |                                                                         |             |
| Getto del peso | Hartmut Briesenick Germania Est                                                       | 21,08 m     | Heinz-Joachim Rothenburg Germania Est                                | 20,47 m     | Władysław Komar Polonia                                                 | 20,04 m     |
| Lancio del disco | Ludvík Daněk Cecoslovacchia                                                           | 63,90 m     | Lothar Milde Germania Est                                            | 61,62 m     | Géza Fejér Ungheria                                                     | 61,54 m     |
| Lancio del giavellotto | Jānis Lūsis Unione Sovietica                                                          | 90,68 m     | Jānis Doniņš Unione Sovietica                                        | 85,30 m     | Wolfgang Hanisch Germania Est                                           | 84,22 m     |
| Lancio del martello | Uwe Beyer Germania Ovest                                                              | 72,36 m     | Reinhard Theimer Germania Est                                        | 71,80 m     | Anatoly Bondarchuck Unione Sovietica                                    | 71,40 m     |
| Prove multiple |                                                                                       |             |                                                                      |             |                                                                         |             |
| Decathlon | Joachim Kirst Germania Est                                                            | 8.196 p.    | Lennart Hedmark Svezia                                               | 8.038 p.    | Hans-Joachim Walde Germania Ovest                                       | 7.951 p.    |
| Staffette |                                                                                       |             |                                                                      |             |                                                                         |             |
| 4×100 metri | Cecoslovacchia Ladislav Kříž Juraj Demeč Jiří Kynos Ludvík Bohman                     | 39"30       | Polonia Gerard Gramse Tadeusz Cuch Zenon Nowosz Marian Dudziak       | 39"70       | Italia Vincenzo Guerini Pietro Mennea Pasqualino Abeti Ennio Preatoni   | 39"80       |
| 4×400 metri | Germania Ovest Horst-Rüdiger Schlöske Thomas Jordan Martin Jellinghaus Hermann Köhler | 3'02"90     | Polonia Andrzej Badeński Jan Balachowski Waldemar Korycki Jan Werner | 3'03"60     | Italia Lorenzo Cellerino Giacomo Puosi Sergio Bello Marcello Fiasconaro | 3'04"60     |
| record mondiale; record mondiale stagionale; record europeo; record europeo stagionale; record dei campionati; record nazionale; record personale; record personale stagionale. |                                                                                       |             |                                                                      |             |                                                                         |             |

### Donne
| Specialità | Oro                                                                             | Prestazione | Argento                                                                   | Prestazione | Bronzo                                                                                    | Prestazione |
| Corse piane |                                                                                 |             |                                                                           |             |                                                                                           |             |
| 100 metri | Renate Stecher Germania Est                                                     | 11"40       | Ingrid Mickler Germania Ovest                                             | 11"50       | Elfgard Schittenhelm Germania Ovest                                                       | 11"50       |
| 200 metri | Renate Stecher Germania Est                                                     | 22"70       | Györgyi Balogh Ungheria                                                   | 23"20       | Irena Szewińska Polonia                                                                   | 23"30       |
| 400 metri | Helga Seidler Germania Est                                                      | 52"10       | Inge Bödding Germania Ovest                                               | 52"90       | Ingelore Lohse Germania Est                                                               | 52"90       |
| 800 metri | Vera Nikolić Jugoslavia                                                         | 2'00"00     | Pat Lowe Gran Bretagna                                                    | 2'01"70     | Rosemary Stirling Gran Bretagna                                                           | 2'02"10     |
| 1.500 metri | Karin Burneleit Germania Est                                                    | 4'09"60     | Gunhild Hoffmeister Germania Est                                          | 4'10"30     | Ellen Tittel Germania Ovest                                                               | 4'10"40     |
| Corse a ostacoli |                                                                                 |             |                                                                           |             |                                                                                           |             |
| 100 metri ostacoli | Karin Balzer Germania Est                                                       | 12"94       | Annelie Ehrhardt Germania Est                                             | 13"00       | Teresa Sukniewicz Polonia                                                                 | 13"20       |
| Salti |                                                                                 |             |                                                                           |             |                                                                                           |             |
| Salto in alto | Ilona Gusenbauer Austria                                                        | 1,87 m      | Cornelia Popescu Romania                                                  | 1,85 m      | Barbara Inkpen Gran Bretagna                                                              | 1,85 m      |
| Salto in lungo | Ingrid Mickler Germania Ovest                                                   | 6,76 m      | Meta Antenen Svizzera                                                     | 6,73 m      | Heide Rosendahl Germania Ovest                                                            | 6,66 m      |
| Lanci |                                                                                 |             |                                                                           |             |                                                                                           |             |
| Getto del peso | Nadežda Čižova Unione Sovietica                                                 | 20,16 m     | Marita Lange Germania Est                                                 | 19,25 m     | Margitta Gummel Germania Est                                                              | 19,22 m     |
| Lancio del disco | Faïna Mel'nyk Unione Sovietica                                                  | 64,22 m     | Liesel Westermann Germania Ovest                                          | 61,68 m     | Ljudmila Murav'ëva Unione Sovietica                                                       | 59,48 m     |
| Lancio del giavellotto | Daniela Jaworska Polonia                                                        | 61,00 m     | Ameli Koloska Germania Ovest                                              | 59,40 m     | Ruth Fuchs Germania Est                                                                   | 59,16 m     |
| Prove multiple |                                                                                 |             |                                                                           |             |                                                                                           |             |
| Pentathlon | Heide Rosendahl Germania Ovest                                                  | 4.675 p.    | Burglinde Pollak Germania Est                                             | 4.638 p.    | Margrit Herbst Germania Est                                                               | 4.570 p.    |
| Staffette |                                                                                 |             |                                                                           |             |                                                                                           |             |
| 4×100 metri | Germania Ovest Elfgard Schittenhelm Inge Helten Annegret Irrgang Ingrid Mickler | 43"30       | Germania Est Karin Balzer Renate Stecher Petra Vogt Ellen Stropahl        | 43"60       | Unione Sovietica Liudmila Zharkova Galina Bukharina Marina Sidorova Nadezhda Besfamilnaya | 44"50       |
| 4×400 metri | Germania Est Rita Kühne Ingelore Lohse Helga Seidler Monika Zehrt               | 3'29"30     | Germania Ovest Annette Rückes Christel Frese Hildegard Falck Inge Bödding | 3'33"00     | Unione Sovietica Raissa Nikaronova Vera Popkova Nadezhda Kolesnikova Nadezhda Chistyakova | 3'34"10     |
| record mondiale; record mondiale stagionale; record europeo; record europeo stagionale; record dei campionati; record nazionale; record personale; record personale stagionale. |                                                                                 |             |                                                                           |             |                                                                                           |             |

## Medagliere
Legenda
     Paese ospitante
| Posizione | Paese            | Oro | Argento | Bronzo | Totale |
| --------- | ---------------- | --- | ------- | ------ | ------ |
| 1         | Germania Est     | 12  | 13      | 7      | 32     |
| 2         | Unione Sovietica | 9   | 3       | 8      | 20     |
| 3         | Germania Ovest   | 5   | 7       | 5      | 17     |
| 4         | Cecoslovacchia   | 2   | 1       | 1      | 4      |
| 5         | Francia          | 2   | 1       | 0      | 3      |
| 6         | Finlandia        | 2   | 0       | 0      | 2      |
| 7         | Gran Bretagna    | 1   | 3       | 6      | 10     |
| 8         | Polonia          | 1   | 3       | 5      | 9      |
| 9         | Italia           | 1   | 1       | 3      | 5      |
| 10        | Austria          | 1   | 0       | 0      | 1      |
| 10        | Belgio           | 1   | 0       | 0      | 1      |
| 10        | Jugoslavia       | 1   | 0       | 0      | 1      |
| 13        | Romania          | 0   | 2       | 1      | 3      |
| 14        | Svezia           | 0   | 2       | 0      | 2      |
| 15        | Ungheria         | 0   | 1       | 1      | 2      |
| 16        | Svizzera         | 0   | 1       | 0      | 1      |
| 17        | Grecia           | 0   | 0       | 1      | 1      |
| Totale    | Totale           | 38  | 38      | 38     | 114    |